# Xenia Ustalova
Xenia Ustalova (Rusia, 14 de enero de 1988) es una atleta rusa, especialista en la prueba de 400 m en la que llegó a ser campeona europea en 2010.

## Carrera deportiva
En el Campeonato Europeo de Atletismo de 2010 ganó la medalla de plata en los 400 metros, con un tiempo de 49.92 segundos, llegando a meta tras su compatriota Tatyana Firova y por delante de la también rusa Antonina Krivoshapka (bronce con 50.10 segundos).